# Tổ khúc cello (Bach)
Sáu Tổ khúc cho Cello, BWV 1007–1012, là tuyển tập những tổ khúc cho đàn Cello không có nhạc cụ đệm của Johann Sebastian Bach. Đây là một bộ sáng tác độc tấu được biểu diễn thường xuyên nhất từng được viết cho cello. Bach rất có thể đã sáng tác nhạc phẩm này trong giai đoạn 1717–1723, khi ông phục vụ với tư cách là một Kapellmeister ở Köthen. Tựa đề được ghi trên bìa bản thảo của Anna Magdalena Bach là Suites à Violoncello Solo senza Basso (tổ khúc dành cho cello độc tấu không có bass).
Như thường lệ trong một bộ tổ khúc Baroque, sau khúc dạo đầu bắt đầu mỗi bộ, tất cả các chương khác đều dựa trên các loại vũ điệu baroque; các bộ tổ khúc cello được cấu trúc theo sáu chương, mỗi bộ gồm có các chương: prelude, allemande, courante, sarabande, hai minuete hoặc hai bourrées hoặc hai gavottes, và phần cuối gigue. Gary S. Dalkin của MusicWeb International gọi những bộ tổ khúc cello của Bach là "một trong những tác phẩm âm nhạc cổ điển sâu sắc nhất" và Wilfrid Mellers đã mô tả nhạc phẩm vào năm 1980 là "Âm nhạc đơn âm trong đó một người đàn ông đã tạo ra vũ điệu của Chúa".